# دوویتاگامدا
دوویتاگامدا (به لاتین: Dowitagammedda) یک منطقهٔ مسکونی در سری‌لانکا است که در استان مرکزی (سری‌لانکا) واقع شده‌است.